# Zambezi
Zambézi je rijeka na jugu Afrike, četvrta po dužini na kontinentu. Svoj 2750 km dug tok počinje na sjeveru Zambije i teče ka jugoistoku. Ulijeva se u Indijski ocean. Najveći grad kroz koji protječe je Tete u Mozambiku.
Porječje Zambezija, veliko oko 1,330.000 km2, odgovara po prilici polovini porječja Nila. Protječe Angolom, Zambijom i Mozambikom, a dijelom tvori i prirodnu granicu između Zambije i Namibije, kao i Zambije i Zimbabvea, gdje kod gradova Livingstone (Zambija) i Victoria Falls (Zimbabve) tvori Viktorijine slapove, najveće slapove u Africi. Tu se Zambezi obrušava s visine od oko 110 metara u dubinu. Uz brzace, na Zambeziju su još dva slapa, kod grada Chavuma (po kome je slap i dobio ime), na granici između Zambije i Angole te slap Ngonye u blizini grada Sioma na zapadu Zambije. Na cijeloj svojoj dužini Zambezi je premošten samo s pet mostova, od kojih je most kod Chinyngija pješački, a branom Kariba je također moguć prijelaz preko rijeke.
Na rijeci Zambezi postoje dvije velike brane: Kariba i Kabora Basa, kao i dva istoimena umjetna jezera. Na njima su sagrađene i hidroelektrične centrale koje snabdijevaju i Južnoafričku Republiku električnom energijom. U svom donjem toku, nizvodno od Tetea, Zambezi je plovan.

## Tok

### Gornji tok
Nakon oko 240 km toka u smjeru jugozapada, Zambezi skreće prema jugu i bitno se povećava, primajući brojne pritoke. Nekoliko kilometara uzvodno od Kakengija rijeka se širi sa 100 na oko 350 metara. Iza Kakengija slijede brzaci koji se nastavljaju do slapova Chavuma koji se smatraju krajem oko 800 km dugog dijela gornjeg toka na kojem se nadmorska visina rijeke snižava za samo 180 metara. Nakon toga, Zambezi teče stjenovitim kanjonom.Prva veća pritoka Zambezija je rijeka Kabompo u sjevernoj Zambiji, a sljedeća velika pritoka je južnija Lungebungu. Savanu kroz koju je do tada protjecao Zambezi, smjenjuje područje s grmovitom vegetacijom gdje rastu i palme. Gušća vegetacija raste samo na uskom pojasu od nekoliko stotina metara uz rijeku i njene pritoke. 
Rijeka se od svog izvora na visini od oko 1500 metara do Kakengija spustila na oko 1100 metara nadmorske visine. Od tu pa do Viktorijinih slapova tok je ravnomjerniji i pad je vrlo blag. 30 km nizvodno od utoka Lungwebungu rijeke krajolik je vrlo ravan i za vrijeme kišnog razdoblja dolazi do plavljenja velikih površina.
Nizvodno od sutoka Zambezija i rijeke Cuando tok skreće ravno na istok. Rijeka je ovdje vrlo široka, plitka i spora. Tekući dalje na istok ulazi u kanjon koji završava Viktorijinim slapovima. Tu se Zambezi obrušava u širini od 1708 metara niz stijenu visoku 110 metara.

### Srednji tok
Viktorijini slapovi smatraju se granicom između gornjeg i središnjeg toka Zambezija. 

## Vanjske poveznice
|  | Zajednički poslužitelj ima još gradiva o temi Zambezi |